# Comuna Deveselu, Olt
Deveselu este o comună în județul Olt, Oltenia, România, formată din satele Comanca și Deveselu (reședința).
În ședința de la 2 mai 2011, membrii CSAT au dezbătut subiectul legat de amplasarea rachetelor din scutul american. Traian Băsescu a precizat că rachetele din scutul american vor fi amplasate la fosta bază militară din Deveselu, județul Olt.

## Istorie
Comuna Deveselu a fost, prima dată, menționată la 19 iunie 1537, într-un document semnat de Radu Paisie, domnitorul Țării Românești.

## Stemă

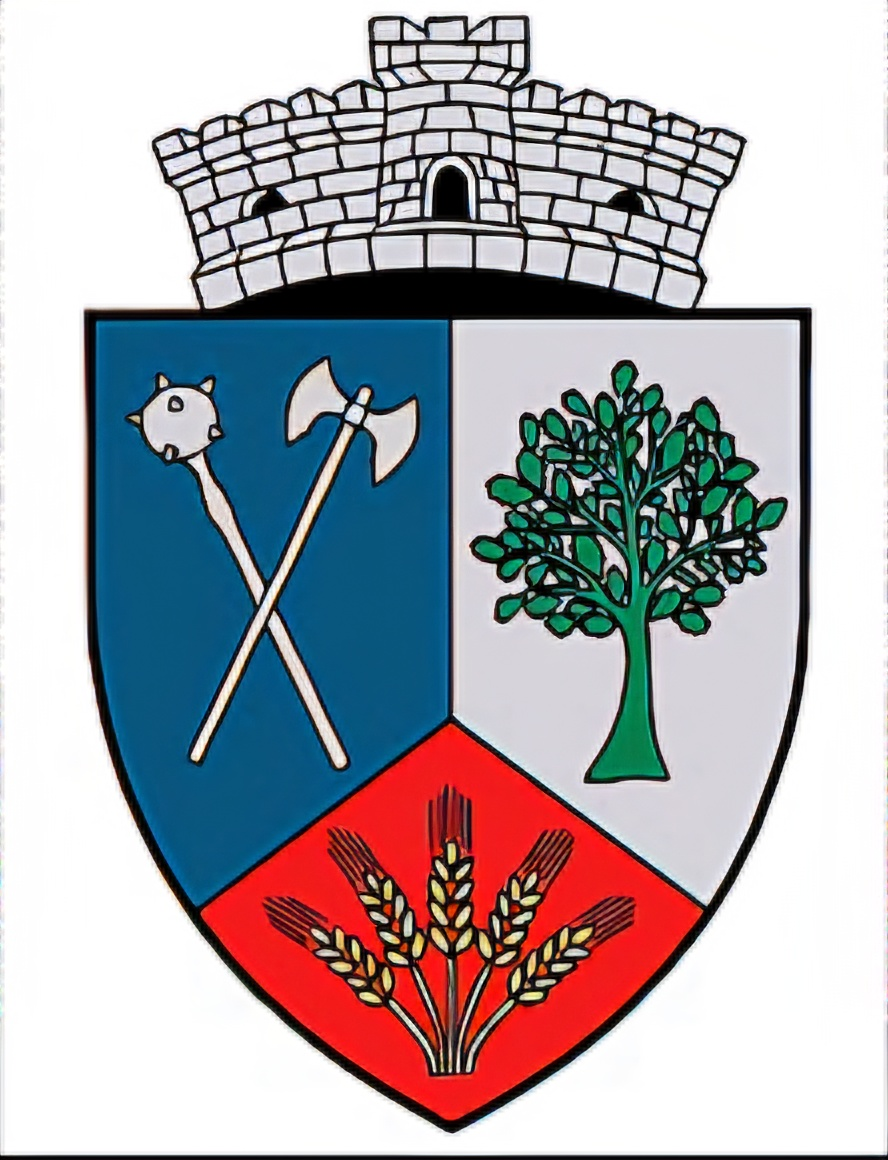
Stema Comunei Deveselu

### Descrierea stemei:
Stema comunei Deveselu, potrivit anexei nr. 1.2, se compune dintr-un scut triunghiular cu marginile rotunjite, tăiat în furcă răsturnată. În dreapta, în câmp albastru, se află un buzdugan care se încrucișează cu o secure cu tăiș dublu, totul de argint.În stânga, în câmp argintiu, se află un stejar verde al cărui trunchi se evazează jos, mai pronunțat spre dextra. În vârful scutului, în câmp roșu, se află cinci spice de grâu de aur, așezate în evantai, având extremitățile inferioare ale celor de pe flancuri ușor curbate și acolate în partea de jos. Scutul este timbrat de o coroană murală de argint cu un turn crenelat.

### Semnificațiile elementelor însumate:
Securea și buzduganul amintesc că localitatea a fost sat domnesc pe vremea lui Mihai Viteazu.
Stejarul reprezintă bogăția silvică a zonei.
Spicele de grâu fac referire la ocupația de bază a locuitorilor, agricultura.
Coroana murală cu un turn crenelat semnifică faptul că localitatea are rangul de comună.

## Demografie
Componența etnică a comunei Deveselu
     Români (94,22%)
     Alte etnii (5,78%)
Componența confesională a comunei Deveselu
     Ortodocși (94,43%)
     Alte religii (0,63%)
     Necunoscută (4,94%)
Conform recensământului efectuat în 2021, populația comunei Deveselu se ridică la 2.872 de locuitori, în scădere față de recensământul anterior din 2011, când fuseseră înregistrați 3.157 de locuitori. Majoritatea locuitorilor sunt români (94,22%). Din punct de vedere confesional, majoritatea locuitorilor sunt ortodocși (94,43%), iar pentru 4,94% nu se cunoaște apartenența confesională.

## Politică și administrație
Comuna Deveselu este administrată de un primar și un consiliu local compus din 13 consilieri. Primarul, Iulian-Marius Aliman[*], de la Partidul Social Democrat, este în funcție din 1 noiembrie 2024. Începând cu alegerile locale din 2024, consiliul local are următoarea componență pe partide politice:
|  | Partid                          | Consilieri | Componența Consiliului | Componența Consiliului | Componența Consiliului | Componența Consiliului | Componența Consiliului | Componența Consiliului | Componența Consiliului |
|  | ------------------------------- | ---------- | ---------------------- | ---------------------- | ---------------------- | ---------------------- | ---------------------- | ---------------------- | ---------------------- |
|  | Partidul Social Democrat        | 7          |                        |                        |                        |                        |                        |                        |                        |
|  | Partidul Național Liberal       | 5          |                        |                        |                        |                        |                        |                        |                        |
|  | Alianța pentru Unirea Românilor | 1          |                        |                        |                        |                        |                        |                        |                        |